# Nárciszok völgye

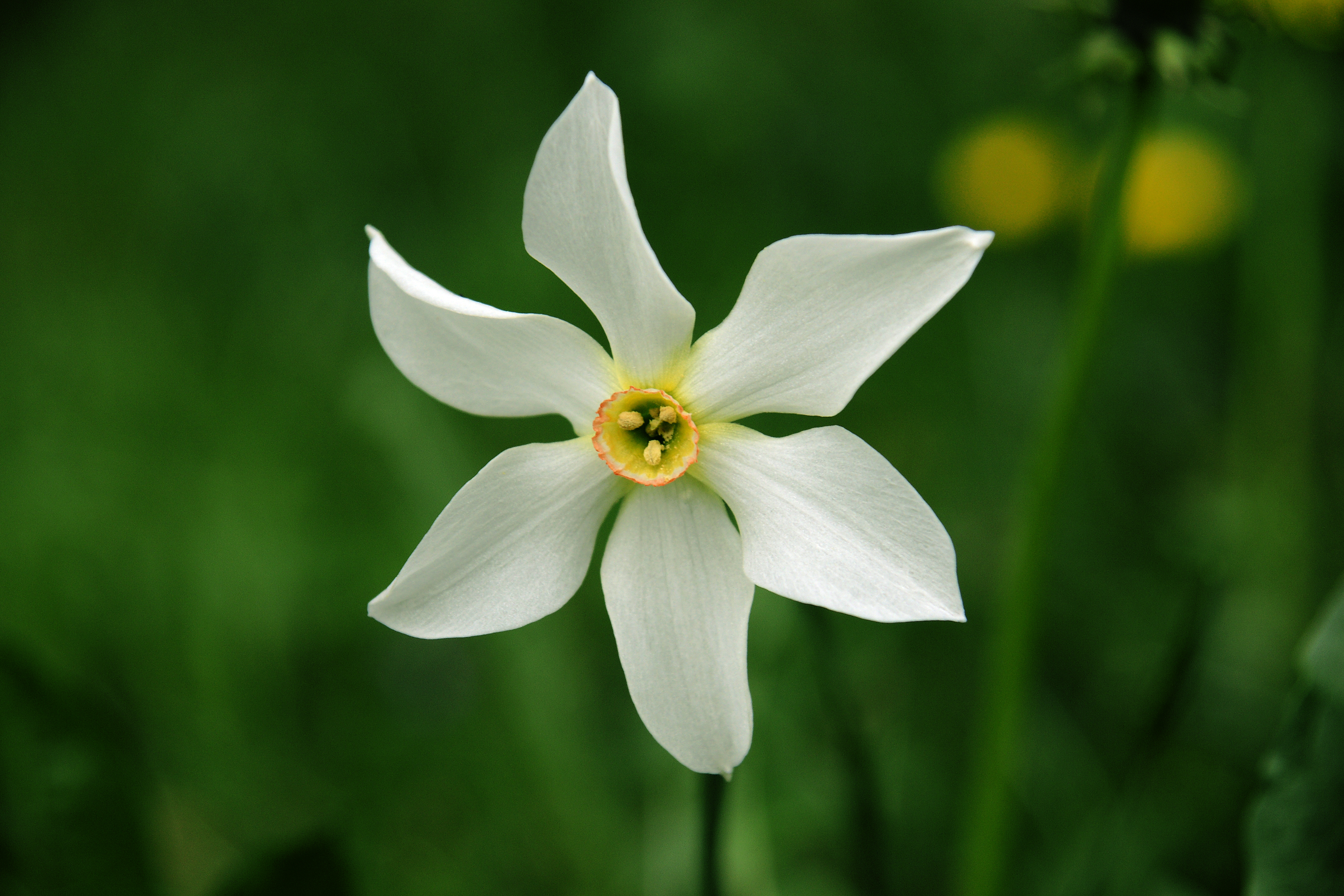
Csillagos nárcisz

A Nárciszok völgye (ukránul Долина нарцисів [dolina narcisziv]) természetvédelmi terület Ukrajna Kárpátaljai területén, Huszttól keletre, közvetlenül Kőrösös mellett.

## Kialakulása és természeti viszonyok
A Huszti járás területén található Nárciszok völgye az egyik legnagyobb olyan terület Kárpátalján, amely még őrzi a Kárpátok sajátos növény- és állatvilágát. Az itt vadon élő csillagos nárciszok(de) Európában csak kevés helyen maradtak fenn. 
A Nárciszok völgye Huszt környékén, a Kiresi réten, a Huszti-Szlatinai üst északi részén helyezkedik el. A vékonylevelű nárcisz (Narcissus angustifolius) megőrzése érdekében, mely botanikai ritkaság lévén Ukrajna Vörös Könyvében is szerepel, a völgy 1979-től a Kárpáti Állami Természetvédelmi Terület felügyelete alatt áll.
A Nárciszok völgyének domborzata egyenetlen: a keleti, nyugati és déli oldalról dombok veszik körül. A természetvédelmi masszívum összterülete 256,5 hektár, tengerszint feletti magassága 180–200 m körül ingadozik. Szakemberek véleménye szerint a térséget korábban a  Huszti-Szlatinai üstöt jellemző tölgyes-gyertyános erdők borították. Éghajlata jellemzően enyhe, mérsékelten nedves. Az évi csapadék mennyisége 1027 mm, a levegő évi középhőmérséklete 8,8 °C, a leghidegebb hónap (január) középhőmérséklete -4,6 °C, a legenyhébbé (július) +20,1 °C. A Nárciszok völgyében a barnás-szürkés glejes talajok dominálnak, magas savtartalommal.
A nárcisz a Kárpátok régióján belül a Déli- és Keleti-Kárpátokban nő, övezetének északkeleti határa is itt húzódik. Ukrajnában csak Kárpátalja területén fordul elő. Főleg a Szvidoveci, Máramarosi Alpok és a Gorgánok gerincének magashegységi öveiben, 1300–1600 m magasságban található meg. Helyenként az 1900 méter magas alpi övben is előfordul. 
Különálló nárcisz maradványszigetek a Kárpátaljai-alföldön is megtalálhatóak. Az utolsó jégkorszak időszakában a Kárpátok lejtőit jégtakaró fedte, a magashegyi flóra területe pedig részlegesen a síkságig is lenyúlt. A Nárciszok völgye nárciszai is így maradtak meg ezen a helyen.
A viszonylag nagy területű völgyben, közel 450 növényfajt tartanak számon. Szerkezetét tekintve a természetvédelmi terület flórája eléggé változatos, hiszen 52 növénycsaládot egyesít. Az aszatfélék, a gabonafélék, rózsafélék, pillangósvirágúak, boglárkafélék, fűzfafélék és az orchideafélék faji összetettsége a leggazdagabb. Geológiai szempontból nézve a terület döntő többségét eurázsiai és európai növénytípusok jellemzik. A nedves és mérsékelten meleg éghajlat, a változatlan domborzat és növényzet, valamint a flóra összetevői között lévő kapcsolat a fűfélék nagy számához vezetett.
Az antropogén tényezők (talajmeszesítés, műtrágyázás) kedvezőtlen változásokat idéztek elő a növénytakaróban. A nárcisszal borított területek nagysága nagymértékben csökkenni kezdett, számos helyen a bokros füzek és a gyomok terjedése szorította vissza. Olyan növényfajok vannak eltűnőben, amik eddig a flóra lényeges elemeit alkották. Egyes helyeken láposodás, másutt a területek kiszáradása ment végbe, és ez csökkentette a nárcisz és más ritkább növényfaj-populációk életlehetőségeit is.